# Tayde Acosta Gamas
Tayde Acosta Gamas (México, Siglo XX) es una investigadora, escritora  y curadora de arte mexicana.

## Biografía
Obtuvo una licenciatura en lengua y literaturas hispánicas, y una maestría en letras, ambas por la Universidad Nacional Autónoma de México (UNAM). En 2011, obtuvo el primer lugar en el concurso de ensayo "Pensar las Revoluciones", en la UNAM, con el ensayo: 1929, Los de abajo en escena, Una puesta incómoda de Antonieta Rivas Mercado.
Durante su carrera ha tenido cargos dentro del sector público y privado; en 2012 fue jefa de departamento de difusión en la Coordinación de Asesores de la Secretaría de Seguridad Pública Federal, de 2013 a 2017 fue asistente de Silvia Lemus y entre 2014 y 2016, se desempeñó como jefa de difusión en Televisa.
Dentro de su labor cultural se desempeñó como investigadora en la Coordinación Nacional de Literatura del Instituto Nacional de Bellas Artes (INBA) en 2013. Ese mismo año fue curadora en la exposición: "Carlos Fuentes, él mismo", en el Palacio de Bellas Artes, y un año más tarde fue curadora en la exposición: "Los Contemporáneos y su tiempo", en el mismo recinto.
Ha sido autora de diversas publicaciones, entre alas que se destaca: Los Contemporáneos y su tiempo (2016), Antonieta Rivas Mercado, Obras (2018) y Laboratorios de lo nuevo, Revistas literarias y culturales de México, España y el Río de la Plata en la década de 1920 (2018).

## Publicaciones seleccionadas

### Antologías
- Acosta Gamas, Tayde; Blanco, José Joaquín; Capistrán, Miguel; Castañón, Adolfo; Díaz Arciniega, Víctor; Enríquez Perea, Alberto; Escalante, Evodio; García Gutiérrez, Rosa; Luna, Marisol; Madrigal, Erika; Quirarte, Vicente; Rodríguez Döring, Arturo; Saucedo González, Arturo I.; Schneide, Luis Mario; Sheridan, Guillermo; Soto, Víctor; Stanton, Anthony; Téllez-Pons, Sergio; Vargas, Rafael (2016). Los Contemporáneos y su tiempo. Ciudad de México: Instituto Nacional de Bellas Artes / Museo del Palacio de Bellas Artes. ISBN 978-607-605-400-0.
- Tayde, Acosta Gamas; Block de Behar, Lisa; Corral, Rose; Crespo, Regina; Escalante, Evodio; Hadatty Mora, Yanna; Valender, James (2018). Laboratorios de lo nuevo: revistas literarias y culturales de México, España y el Río de la Plata en la década de 1920. Ciudad de México: El Colegio de México (Serie: Estudios de Lingüística). ISBN 978-607-628-331-8.

### Libros
- Rivas Mercado, Antonieta; Acosta Gamas, Tayde (2018). Antonieta Rivas Mercado: obras (Primeraición edición). Ciudad de México: Siglo XXI Editores : Secretaría de Cultura. ISBN 9786070309250.